# Toyokawa
Toyokawa (豊川市, Toyokawa-shi) est une ville située dans la préfecture d'Aichi, sur l'île de Honshū, au Japon.

## Géographie

### Situation

Toyokawa dans la préfecture d'Aichi.

Toyokawa est située dans le sud-est de la préfecture d'Aichi, au bord de la baie de Mikawa.

### Démographie
En 2018, la population de la ville de Toyokawa était de 186 196 habitants répartis sur une superficie de 161,14 km2 (densité de population de 1 159 hab./km2).

## Histoire
La ville moderne de Toyokawa a été fondée le 1er juin 1943. Le 1er février 2006, le bourg d'Ichinomiya (district de Hoi) a été intégré à Toyokawa.

## Culture locale et patrimoine

### Patrimoine religieux
- Toyokawa Inari
- Toga-jinja

### Événements
Divers festivals traditionnels, comme le Toyokawa-tezutsu matsuri, ont lieu chaque année à Toyokawa.

## Transports
Toyokawa est desservie par les lignes Tōkaidō et Iida de la JR Central et les lignes ligne Nagoya et ligne Toyokawa de la compagnie Meitetsu. Les gares de Kō, Toyokawa et Toyokawa-inari sont les plus importantes.

## Jumelage
- Cupertino (États-Unis) depuis 1978

## Symboles municipaux
Les symboles de la ville sont l'azalée et le pin noir du Japon.

## Personnalités liées à la ville
- Yasunari Kawabata (1899-1972), écrivain.
- Sono Sion (1961-), écrivain, poète, réalisateur et scénariste.